# Jacewko
Jacewko – osada leśna w Polsce położona w województwie wielkopolskim, w powiecie chodzieskim, w gminie Chodzież.
W latach 1975–1998 miejscowość administracyjnie należała do województwa pilskiego.
Osada w sołectwie Stróżewice – zobacz jednostki pomocnicze gminy Chodzież w BIP.